# Eupeodes confertus
Eupeodes confertus là một loài ruồi trong họ Ruồi giả ong (Syrphidae). Loài này được Fluke mô tả khoa học đầu tiên năm 1952. Eupeodes confertus phân bố ở miền Tân bắc